# Essential Mixes
Essential Mixes er et remixalbum af den australske sangerinde Kylie Minogue. Albummet blev udgivet den 20. september 2010  og indeholder remixer af sange fra studiealbum Kylie Minogue og Impossible Princess.

## Sporliste
1. "Confide in Me" (Phillip Damien Mix) – 6:26
2. "Put Yourself in My Place" (Driza-Bone Mix) – 4:49
3. "Where Is the Feeling?" (Felix Da Housekat Klubb Feelin Mix) – 10:49
4. "Did It Again" (Trouser Enthusiasts' Goddess Of Contortion Mix) – 10:22
5. "Some Kind of Bliss" (Quivver Mix) – 8:39
6. "Breathe" (Sash! Club Mix) – 5:22
7. "Too Far" (Brothers In Rhythm Mix) – 10:22
8. "Confide in Me" (Justin Warfield Mix) – 5:26
9. "Breathe" (TNT's Club Mix) – 6:44